# 迪克·苏迪曼
迪克·苏迪曼（1922年4月29日—1986年6月10日），印度尼西亚著名羽毛球运动员，被誉为“印尼羽毛球之父”。印尼羽毛球协会（PBSI）创始人兼主席（1967年－1981年）以及国际羽毛球联合会（IBF）副主席（1975年）。蘇迪曼促成国际羽毛球联合会及世界羽毛球联合会（WBF）兩個同時存在的國際羽毛球組織合併，使國際羽球發展更加壯大。为纪念苏迪曼，国际羽联设有蘇迪曼杯此一世界性的羽毛球混合團體比赛，並由印尼隊贏得1989年舉行的第一屆蘇迪曼盃。